# Jan Kuhlen
Jan Kuhlen (* 1978 in Berlin) ist ein deutscher Jurist und Rechtsanwalt, der sich vor allem auf Wirtschafts‑ und Digitalrecht spezialisiert hat. Er berät vornehmlich Technologie‑Startups und Digitalisierungsunternehmen, insbesondere im Bereich Künstliche Intelligenz (KI) und Blockchain.
Jan Kuhlen absolvierte ein Doppelstudium der Rechtswissenschaften und Soziologie an der Eberhard Karls Universität Tübingen. Nach beruflichen Stationen im Bundesministerium für Ernährung, Landwirtschaft und Verbraucherschutz (BMELV), in einer auf Wirtschaftsrecht spezialisierten Kanzlei sowie als Mitarbeiter im Deutschen Bundestag, gründete Kuhlen im Jahr 2012 eine eigene Kanzlei im Berliner Beta-Haus. Diese war von Beginn an auf die Beratung von Startups, insbesondere aus dem Technologiebereich, ausgerichtet. Im Jahr 2015 gründete er gemeinsam mit seiner Ehefrau die Kanzlei Kuhlen – Partnerschaft von Rechtsanwälten mbB. Seit 2024 ist Kuhlen Vorstandsmitglied von Platte.Berlin, einem Verein der Mode, Kunst und Musik.

## Tätigkeitsbereiche und Mandanten
Kuhlen berät vor allem Agenturen, Tech‑Unternehmen und Startups, die sich mit Digitalisierung, KI und Blockchain befassen. Er unterstützt diese auch in internationalen Accelerator‑Programmen, darunter Projekte aus Japan und Südkorea.

## Engagement in Politik und Zivilgesellschaft

### Verfassungsbeschwerde gegen Vorratsdatenspeicherung (2016)
Als Mitglied von D64 – Zentrum für Digitalen Fortschritt – reichte Kuhlen 2016 gemeinsam mit Nico Lumma und Valentina Kerst erfolgreich eine Verfassungsbeschwerde gegen die Vorratsdatenspeicherung in Deutschland ein.

### Enquete-Kommission „Künstliche Intelligenz“ (2018–2020)
Von September 2018 bis Oktober 2020 war Kuhlen externes Mitglied der Enquete-Kommission Künstliche Intelligenz des Deutschen Bundestags, benannt von der SPD‑Fraktion in Zusammenarbeit mit D64.
Als Sachverständiger trug er zur Erarbeitung des Abschlussberichts bei, der im Oktober 2020 dem Bundestagspräsidenten übergeben wurde.
Aus seiner Perspektive betonte er die Notwendigkeit, bei der Regulierung von KI die gesellschaftlichen Freiheiten, Gerechtigkeit und Wirtschaftlichkeit in Einklang zu bringen.

## Lehre und digitalpolitisches Engagement
Kuhlen setzt sich seit Jahren für die Einführung eines eigenständigen deutschen Digitalministeriums ein. Er hat zu diesem Thema auch Lehrveranstaltungen an der Universität der Künste Berlin (UdK) angeboten.

## Privatleben
Kuhlen lebt in Berlin, ist verheiratet und hat zwei Kinder. Er spricht Deutsch und Englisch.